# Kasim Kasimski
Kasim Kasimski ali Kasim Kan je bil od leta 1452 do svoje smrti kan Kasimskega kanata, * ni znano, † 1469.
Bil je sin kazanskega kana Uluga Mohameda.
Sodeloval je v bitkah pri Beljovu leta 1437 in pri Suzdalu leta 1445. Po bitki pri Suzdalu je bil z bratom Jakubom poslan v Moskvo, da bi nadziral potek mirovnih pogajanj, in ostal v Moskvi kot dvorjan kneza Vasilija II. Po očetovi smrti leta 1445 je kazanski prestol zasedel Kasimov starejši brat Mahmud, kar bi lahko bil razlog, da je ostal v ruski službi. 
Leta 1449 je pri reki Pakri blizu Moskve porazil vojsko Šejka  Ahmeda, kana Velike horde, ki je nameraval osvojiti Moskvo. Leta 1447–1453 je podprl Vasilija v sporu z Dimitrijem Šemjako. Leta 1452 mu je Vasilij II. podelil v dedno last kneževino v Rjazanski kneževini na ozemlju nekdanje Mišur Jurte in mesto Kasimov. Kneževina je postala znana kot Kasimski kanat. Med vojno leta 1467-1469 so ga Rusi poskušali ustoličiti za kazanskega kana.
Po smrti leta 1469 ga je nasledil sin Danijar.